# Acacia burdekensis
Acacia burdekensis é uma espécie de leguminosa do gênero Acacia, pertencente à família Fabaceae.